# Włodzimierz Bednarski (technolog żywności)
Włodzimierz Kazimierz Bednarski (ur. 16 marca 1943 w Gniewkowie) – polski uczony, profesor nauk rolniczych specjalizujący się w biotechnologii żywności i żywienia. Współtwórca biotechnologii żywności w Polsce. Członek korespondent krajowy Polskiej Akademii Nauk od 2007 roku, a od 2022 roku członek rzeczywisty. Członek Prezydium Oddziału PAN w Olsztynie. Pracownik Uniwersytetu Warmińsko-Mazurskiego w Olsztynie, absolwent Akademii Rolniczo-Technicznej w Olsztynie (rocznik 1966, ówcześnie pod nazwą Wyższa Szkoła Rolnicza w Olsztynie). Stopień doktora nauk technicznych uzyskał w 1972 roku, doktora habilitowanego w 1980 a tytuł profesora w 1987 roku. Na stanowisko profesora zwyczajnego został mianowany w 1994 roku.
Był m.in.: prodziekanem (1981–1984) i dziekanem (1991–1994) Wydziału Technologii Żywności, prorektorem ds. dydaktyczno-wychowawczych Akademii Rolniczo-Technicznej w Olsztynie. Członek Komitetu Nauk o Żywności i Żywieniu Polskiej Akademii Nauk. Członek rad programowych czasopism: Przemysł Spożywczy, EJPAU seria Biotechnologia i Polish Journal of Food and Nutrition Science.
Odznaczony był Krzyżem Kawalerskim Orderu Odrodzenia Polski (M.P. z 1997 r. nr 69, poz. 684), Złotym Krzyżem Zasługi (M.P. z 2001 r. nr 30, poz. 500) j i siedmioma nagrodami ministra.